# Le Lac (chanson d'Indochine)
Pour les articles homonymes, voir Le Lac.
Singles de Indochine
Play Boy Un ange à ma table
Pistes de La République des Meteors
La Lettre de métal Republika
Le Lac est une chanson du groupe Indochine, parue sur leur 11e album studio : La République des Meteors. Elle en a été le troisième extrait paru en single.

## Musique
Le morceau est de style pop-rock, ni lent ni agressif, mené par un piano et comportant la présence de cordes, de cloches (à la fin du morceau) et des instruments typiques de ce genre de musique, à savoir basse, guitares et batterie. Le chant est aussi présent et le texte est en français.

## Thème
Comme la plupart des morceaux de l'album, Le Lac parle de la guerre, des explosions (refrain : "tout le monde saute"), des soldats ("comme des héros"), mais aussi de l'absence ("j'aimerais bien que tu sois là").

## Clip vidéo
Le clip, entièrement en noir et blanc, a été réalisé par Patrick Boivin à Montréal en 2009.
On y voit un couple de personnes âgées allant au bord d'un lac et faisant de la plongée sous marine tandis que Nicola Sirkis, le chanteur, est étendu dans l’herbe, comme mort, référence probable au Dormeur du val d'Arthur Rimbaud.

## Classements par pays
| Pays     | Meilleure position |
| -------- | ------------------ |
| France   | 11                 |
| Belgique | -                  |
| Suisse   | -                  |
| Québec   | -                  |
| Suède    | -                  |